# Arroyo Seco (Querétaro)
Arroyo Seco es una localidad del estado mexicano de Querétaro. Es cabecera del municipio de Arroyo Seco.

## Demografía
| Gráfica de evolución demográfica |
|                                  |

| Censo | Población |
| ----- | --------- |
| 1900  | 2 705     |
| 1910  | 1 073     |
| 1921  | 681       |
| 1930  | 783       |
| 1940  | 576       |
| 1950  | 876       |
| 1960  | 1 120     |
| 1970  | 1 044     |
| 1980  | 1 075     |
| 1990  | 1 239     |
| 1995  | 1 305     |
| 2000  | 1 203     |
| 2005  | 1 303     |
| 2010  | 1 425     |
| 2020  | 1 768     |